# Celentino
Celentino (IPA: /ʧelenˈtino/, Celentìn o Cialantin in solandro) è una frazione del comune di Peio in provincia autonoma di Trento.

## Storia
Celentino è stato comune autonomo fino al 1928, anno in cui tutti i comuni della Val di Peio  vennero soppressi e riuniti nel nuovo comune di Peio.
Di questo paese sono originarie la famiglia di Odoardo Focherini e quella di Giovanni Arvedi.

## Monumenti e luoghi d'interesse
- Chiesa di Sant'Agostino, parrocchiale citata già nel 1300, consacrata nel 1896 e nelle forme attuali dal 1909.[3]
- Casa dell'Ecomuseo, sede dell'Ecomuseo della Val di Peio.
- Chiesa di Sant'Antonio, in località Strombiano.
- Casa Grazioli, casa-museo visitabile, sita in Strombiano.
- Torre di Strombiano (Casacia), torre in rovina costruita nel XIII-XIV secolo.[4]